# 古坑交流道 (國道3號)
古坑交流道，是臺灣國道三號271公里的一個交流道，位於雲林縣古坑鄉，採分離式設計，用於連接縣道149甲線及縣道158甲線。
其北側匝道位於荷苞村，連接縣道149甲線向西北可往東和、斗六，向東南可往荷苞、樟湖、草嶺，已在古坑系統交流道合併。南側匝道位於古坑村，連接縣道158甲線向西可往古坑、斗南，向東可往大埔、山峰（枋寮埔）。因側車道尚未興建，兩側匝道並不相通。
|      | 南下     | 269 古坑系統 |      | 台西 |
|      | 南下     | 269 古坑系統 | 古坑 |      |
| 北上 | 271 古坑 |              |      |      |

## 歷史年表
- 2007年
  - 6月4日，辦理「國道高速公路增設交流道審議委員會」審議作業並獲通過。
  - 11月6日，交通部核備可行性研究報告。
- 2008年
  - 2月4日，辦理規劃設計作業。
  - 5月9日，分為二個方案提出，方案一建議於158甲縣道設置鑽石型交流道，方案二則由古坑鄉公所及其民意代表提出於149甲及158甲縣道設置分離式交流道，但「縣道149甲設置分離式鑽石型交流道」不符合「增設交流道作業要點」中間距需大於2公里規定。
  - 12月19日，因古坑鄉公所及其民意代表強烈要求「縣道149甲設置分離式鑽石型交流道」，協商後同意將採「北側交流道（縣道149甲）鼻端北移約2公里」方案，以符合間距大於2公里規定。
- 2009年
  - 3月3日，確認交流道最終型式，採分離式交流道類似國道三號之竹崎交流道，古坑北側交流道在古坑系統北邊（連接縣道149甲），古坑南側交流道在古坑系統南端（連接縣道158甲），中間以連絡道連接（但實際上在完工通車後，北古坑交流道與南古坑交流道之間並無連絡道連接）。
  - 4月28日，交通部核定。[2]
- 2013年7月，完成土地徵收及監工評選，將可開工。
- 2015年8月，完工。
- 2016年4月25日，正式通車。

## 側車道興建工程
- 古坑交流道南北兩端分別連接縣道158甲線與縣道149甲線，但兩端之間無平面道路連接且相差3公里遠，需繞道而行，對用路人來說極度不方便，目前雲林縣政府已向交通部高速公路局爭取經費動土興建[3][4]，預計2024年9月動工，2027年7月完工[5]。

## 外部連結
- 國道三號古坑交流道示意圖 （页面存档备份，存于）（交通部高速公路局）